# Data General Nova
 (juin 2017).
Si vous disposez d'ouvrages ou d'articles de référence ou si vous connaissez des sites web de qualité traitant du thème abordé ici, merci de compléter l'article en donnant les références utiles à sa vérifiabilité et en les liant à la section « Notes et références ».

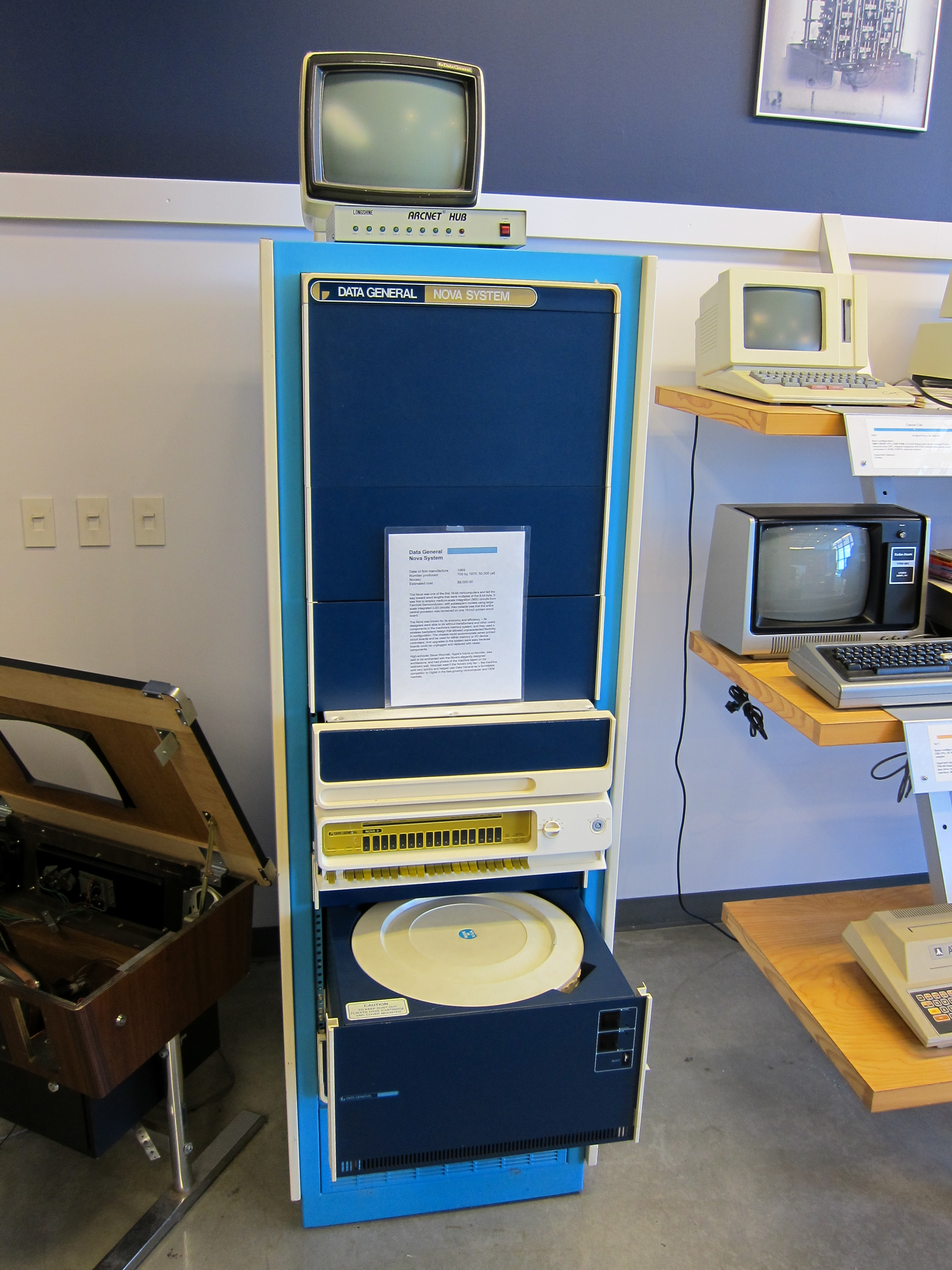
Un ordinateur Nova (en beige et jaune, en bas au centre de la photo) et une unité disque (tiroir ouvert, sous le Nova) dans un carter pratiquement vide.

Le Data General Nova est un mini-ordinateur 16-bits de la fin des années 1960, formé d’une seule armoire, et capable d'effectuer la plupart des calculs en virgule flottante à grande vitesse : son conditionnement simple lui a valu un grand succès commercial (50 000 unités vendues).

## Utilisation
Le Nova a ainsi équipé de nombreux laboratoires scientifiques à travers le monde. Son successeur, le Data General Eclipse, lui était largement similaire mais était doté d'une gestion de mémoire virtuelle et de diverses fonctionnalités indispensables aux nouveaux systèmes d’exploitation apparus au début des années 1970.
La conception du Nova a influencé celles du Xerox Alto (1973) et de l’Apple I (1976), et son architecture est à la base de la gamme des processeurs Computervision CGP ; quant à son aspect extérieur, elle annonce celle du micro-ordinateur MITS Altair (1975).
Le studio Disney a par exemple acheté un Data General Nova III pour équiper le système Automatic Camera Effects Systems inventé pour le film Le Trou noir (1979).

Éléments du Nova
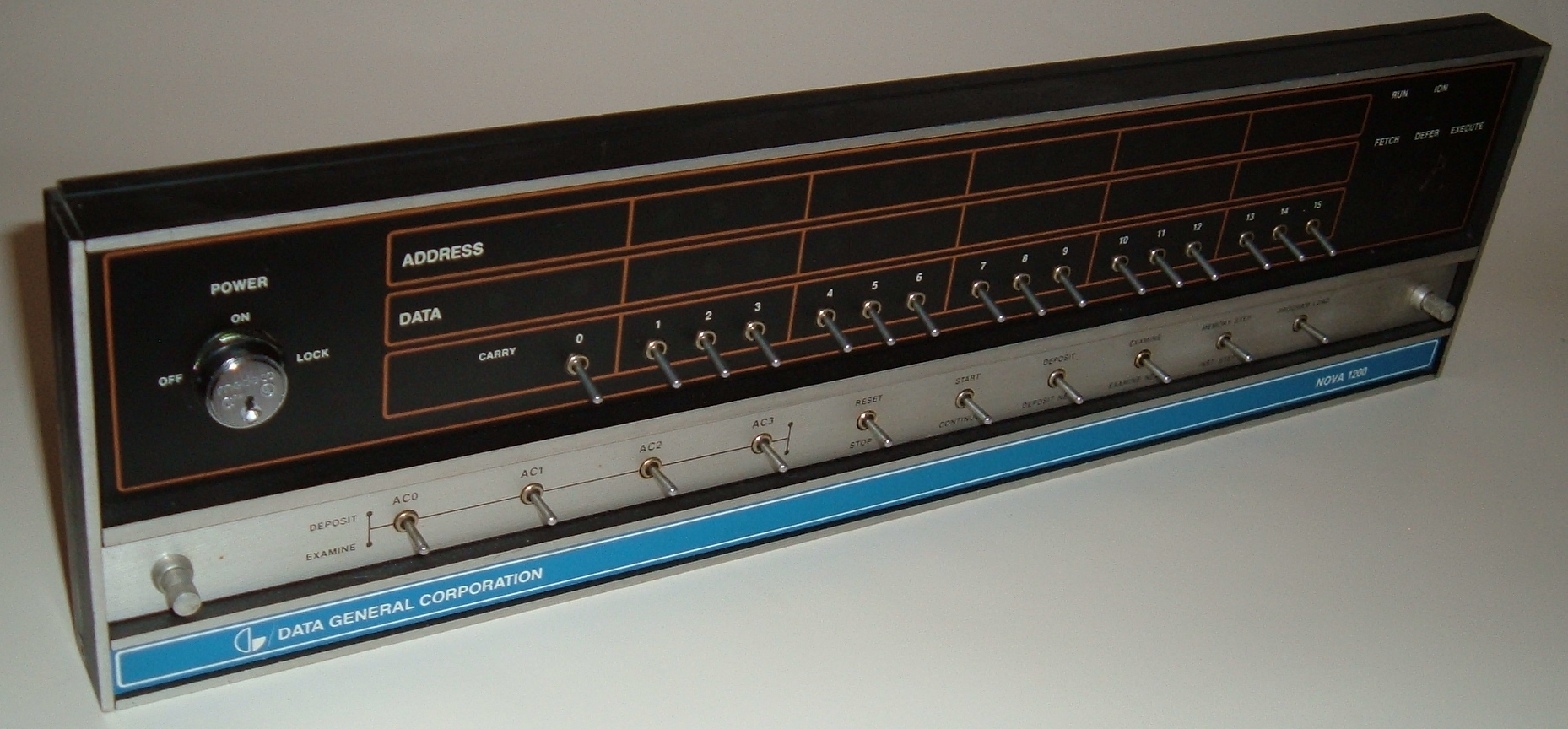
Console du Data General Nova.
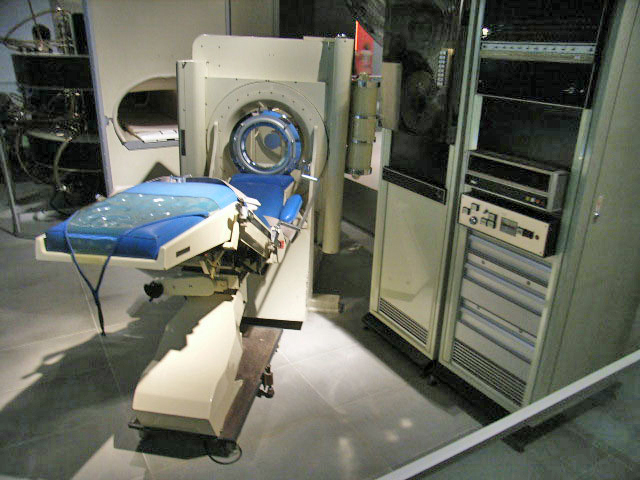
Un Nova 1200 (au centre à droite) pilote le premier scanner médical commercial.

## Voir également
- Le projet SimH de Bob Supnik comporte un émulateur Nova simple et évolutif
- Le compilateur C portable (pcc) est porté sur NOVA.
- site web « Novas Are Forever » (SimuLogic) – tentative d'archiver tout ce qui concerne le Nova ; propose des logiciels gratuits ou payants.
- Un compilateur croisé portable entre PDP-8 et DG Nova
- Musée des mini-ordinateurs Carl Friend’ – description détaillées des mnémoniques assembleur du Nova